# Juliano Verbard
Juliano Verbard, né en octobre 1982 à La Réunion, est le fondateur et gourou du groupement religieux Cœur douloureux et immaculé de Marie, considéré comme une secte. Il est surnommé Petit Lys d'Amour par ses adeptes. Il a été condamné à plusieurs reprises pour crime sexuel.

## Juliano Verbard et Cœur douloureux et immaculé de Marie
Juliano Verbard affirme, que dès l’âge de 8 ans, il a des transes mystiques et entend la voix d’une femme qui l’exhorte à la vénérer. 
Adolescent, il participe au mouvement eucharistique des jeunes de son quartier et assiste les prêtres pour servir la messe. Il s’inscrit à l’université de La Réunion à Saint-Denis de La Réunion et y prend des cours d’espagnol. 
En 2002, âgé de 20 ans, il arrête ses études et crée l’association Cœur douloureux et immaculé de Marie. Il affirme à ses proches que la Vierge Marie lui apparaît chaque 8e jour du mois vers 22 h dans les feuilles d'un cocotier et qu’elle s’adresse à lui sous le nom de « Petit lys d’amour ». Cela deviendra son surnom auprès des adeptes de la secte, environ quarante ou cinquante membres officiels. Ceux-ci doivent payer 20 euros pour assister aux prières et aux séances d’apparition, dans la propre maison du gourou à Piton Saint-Leu. Des baptêmes et des mariages y sont également célébrés.
En 2003, il séjourne dans une communauté sectaire appelée "Amour et Miséricorde" dans le Jura. 
En août 2003, une ancienne adepte de la secte porte plainte pour viol et attouchements sur ses deux fils de 8 et 13 ans. Juliano Verbard est placé en détention provisoire à la prison de Saint-Denis. Il tente de s'évader en février 2004 et est condamné à 8 mois d'emprisonnement.
Il est libéré le 6 août. Le 23 octobre 2006, il est condamné par contumace à 15 ans de prison ferme. En 2007, Juliano Verbard, en cavale, désigne le jeune Alexandre Thélahire, 12 ans, comme son successeur. Le garçon, sans lien apparent avec la secte, est enlevé le 9 juillet 2007 à Sainte-Suzanne. Il est relâché 24 heures plus tard, puis enlevé de nouveau le 3 août à Saint-Denis de La Réunion. Il est libéré le soir du dimanche 5 août grâce à une intervention des forces de police. Juliano Verbard est mis en examen et écroué le 7 août.
Le 28 février 2008, il est condamné à quinze ans de réclusion criminelle par la cour d'assises de Saint-Denis pour viols et agressions sexuelles.
Le 27 avril 2009, il s'évade du centre pénitentiaire de Saint-Denis en compagnie de deux adeptes. Un commando ayant pris un pilote d'hélicoptère en otage, s'est dirigé vers la prison de Domenjod et a réussi à hisser les 3 personnes dans l'habitacle.
À la suite de l'évasion, le plan Papangue est déclenché sur l'île. Ce plan prévoit la mise en place de barrages et de contrôles renforcés par les forces de l'ordre sur l'ensemble des carrefours et lieux stratégiques sur l'île de la Réunion.
Il est arrêté le 6 mai 2009 au soir dans le quartier du Moufia, à Saint-Denis. Cette arrestation intervient juste avant le 8 mai, jour considéré comme d'importance pour la secte soupçonnée de préparer un nouvel enlèvement d'enfant.
Le 20 avril 2011, après plus de cinq heures de délibérations, Verbard ainsi que son amant Fabrice Michel avec qui il s'est pacsé en prison, sont condamnés à 9 ans de prison, les principaux organisateurs et les participants de l'enlèvement sont quant à eux condamnés de 2 à 8 ans, et les autres disciples de 2 à 3 ans avec sursis.
En 2012, il est transféré en France métropolitaine.
Condamné le 1er juin 2013 à 13 ans de réclusion criminelle pour « évasion, séquestration, prise d’otages et détournement d’aéronef », cette peine se cumule à celle de quinze ans de prison pour « viols et agressions sexuelles » et de la peine de neuf ans de prison pour l’enlèvement du petit Alexandre. Son avocat maître Nicolas Normand ayant effectué une requête en confusion de peine, celle-ci a été accordée partiellement, et au lieu d'un total de 42 ans en prison, il n'a plus que 32 ans à purger.

## Documentaires télévisés
- « La secte "petit lys d'amour" » le 21 juillet, 5 août, 19 septembre, 7 et 28 octobre, 5, 26 et 30 décembre 2013 dans 50 ans de faits divers sur 13e rue et sur Planète+ Justice.
- « Juliano Verbard, petit lys d'amour » dans Faites entrer l'accusé présenté par Frédérique Lantieri le 25 janvier 2015 sur France 2.